# Täferrot
Täferrot è un comune tedesco di 1 029 abitanti situato nel land del Baden-Württemberg.

## Storia

### Simboli
Lo stemma mostra nella parte superiore santa Afra di Augusta in mezzo alle fiamme, poiché si racconta che fu martirizzata sul rogo; al di sotto è rappresentata la confluenza dei fiumi Rot e Lein.